# Claude Bidé
Claude Bidé, seigneur de Ranzay et de La Botinière, fut maire de Nantes de 1652 à 1653. Il était alloué au présidial de Nantes et lieutenant général au présidial de Nantes.

## Biographie
Fils de Julien Bidé, conseiller du Roi, contrôleur général des finances du Roi en Bretagne, et de Catherine Dugué, gendre de Louis Mesnard, sieur de La Noë, puis de René Mesnardeau, il est le père de Claude Bidé.
Il est conseiller du roi, alloué et lieutenant général du siège présidial de Nantes.

## Propriétés
- Manoir du Ranzay
- Seigneurie de La Botinière